# Cannaboides andohahelensis
Cannaboides andohahelensis är en växtart i släktet Cannaboides och familjen flockblommiga växter.
Arten är en buske som förekommer på Madagaskar. Den beskrevs som Heteromorpha andohahelensis av Jean-Henri Humbert 1956, och fick sitt nu gällande namn av Ben-Erik van Wyk 1999.